# クローラ
クローラもしくはクローラー (Crawler) とは、ウェブ上の文書や画像などを周期的に取得し、自動的にデータベース化するプログラムである。「ボット」 (bot)、「スパイダー」、「ロボット」などとも呼ばれる。
主に検索エンジンのデータベース、インデックス作成に用いられているほか、統計調査などの目的にも利用されている。近年では、電子メールアドレス収集業者などもクローラを利用してスパムの送信効率を上げている。
一般にクローラは、既知のHTML文書の新しいコピーを要求して文書中に含まれるリンクをたどり、別の文書を収集するという動作を繰り返す。新しい文書を見つけた場合はデータベースに登録するほか、既知のファイルが存在しないことを検出した場合はデータベースから削除する。

## 主なクローラ
- ManifoldCF (Apache)
- ダウンロードNinja（イーフロンティア、ダウンロード用ソフト（ダウンローダー））
- GetHTMLW - ダウンローダー
- Wget - ダウンローダー
- Octoparse
- Googlebot